# Patrick Lüthi
Patrick Lüthi (ur. 24 marca 1992) – szwajcarski kolarz górski, srebrny medalista Igrzysk Wspólnoty Narodów.

## Kariera
Największy sukces w karierze Patrick Lüthi osiągnął 30 maja 2014 roku, kiedy zajął trzecie miejsce w zawodach Pucharu Świata w Albstadt. W zawodach tych wyprzedzili go jedynie Belg Fabrice Mels oraz Paul van der Ploeg z Australii. W sezonie 2014 nie stawał już na podium, jednak w klasyfikacji końcowej zajął jedenaste miejsce. Na rozgrywanych w 2013 roku mistrzostwach Europy w Bernie zajął ósmą pozycję w eliminatorze. Nie brał udziału w mistrzostwach świata.